# Sergei Nikolaievich Ignashevich
Sergei Nikolaievich Ignashevich (tiếng Nga: Сергей Николаевич Игнашевич; sinh ngày 14 tháng 7 năm 1979 ở Moskva) là một cựu cầu thủ bóng đá người Nga hiện đã giải nghệ. Anh cũng từng chơi cho Lokomotiv Moscow. Ignashevich được đánh giá là một trong những hậu vệ có kĩ thuật tốt nhất ở giải Ngoại hạng Nga khi chơi cùng hai tuyển thủ Nga khác là hai người anh em sinh đôi Aleksei Berezutskiy và Vasili Berezutskiy. Ignashevich đã có gia đình và có 3 đứa con.
Anh được triệu tập vào đội tuyển Nga tham dự Euro 2008, Euro 2012, World Cup 2014, Euro 2016 và World Cup 2018.

## Thống kê sự nghiệp

### Câu lạc bộ
Tính đến 14 tháng 5 năm 2018
| Câu lạc bộ          | Giải ngoại hạng Nga | Mùa giải            | Giải ngoại hạng Nga | Giải ngoại hạng Nga | Cup           | Cup          | Châu Âu       | Châu Âu      | Tổng cộng     | Tổng cộng    |
| Câu lạc bộ          | Giải ngoại hạng Nga | Mùa giải            | Số lần ra sân       | Số bàn thắng        | Số lần ra sân | Số bàn thắng | Số lần ra sân | Số bàn thắng | Số lần ra sân | Số bàn thắng |
| ------------------- | ------------------- | ------------------- | ------------------- | ------------------- | ------------- | ------------ | ------------- | ------------ | ------------- | ------------ |
| Znamya Truda        | D2                  | 1999                | 17                  | 1                   | 1             | 0            | -             | -            | 18            | 1            |
| Znamya Truda        | Tổng cộng           | Tổng cộng           | 17                  | 1                   | 1             | 0            | 0             | 0            | 18            | 1            |
| Krylya Sovetov      | RFPL                | 1999                | 6                   | 1                   | 1             | 0            | -             | -            | 7             | 1            |
| Krylya Sovetov      | RFPL                | 2000                | 25                  | 1                   | 2             | 0            | -             | -            | 27            | 1            |
| Krylya Sovetov      | Tổng cộng           | Tổng cộng           | 31                  | 2                   | 3             | 0            | 0             | 0            | 34            | 2            |
| Lokomotiv Moscow    | RFPL                | 2001                | 22                  | 0                   | 2             | 0            | 10            | 1            | 34            | 1            |
| Lokomotiv Moscow    | RFPL                | 2002                | 29                  | 1                   | 0             | 0            | 10            | 2            | 39            | 3            |
| Lokomotiv Moscow    | RFPL                | 2003                | 25                  | 3                   | 2             | 0            | 12            | 2            | 39            | 5            |
| Lokomotiv Moscow    | Tổng cộng           | Tổng cộng           | 76                  | 4                   | 4             | 0            | 32            | 5            | 112           | 9            |
| CSKA Moscow         | RFPL                | 2004                | 22                  | 1                   | 3             | 0            | 7             | 0            | 32            | 1            |
| CSKA Moscow         | RFPL                | 2005                | 22                  | 5                   | 6             | 0            | 16            | 2            | 44            | 7            |
| CSKA Moscow         | RFPL                | 2006                | 26                  | 2                   | 7             | 1            | 6             | 0            | 39            | 3            |
| CSKA Moscow         | RFPL                | 2007                | 26                  | 3                   | 6             | 1            | 7             | 0            | 39            | 4            |
| CSKA Moscow         | RFPL                | 2008                | 28                  | 4                   | 2             | 1            | 6             | 0            | 36            | 5            |
| CSKA Moscow         | RFPL                | 2009                | 29                  | 3                   | 5             | 0            | 9             | 0            | 43            | 3            |
| CSKA Moscow         | RFPL                | 2010                | 28                  | 2                   | 2             | 0            | 10            | 1            | 40            | 3            |
| CSKA Moscow         | RFPL                | 2011–12             | 38                  | 5                   | 5             | 2            | 12            | 1            | 55            | 8            |
| CSKA Moscow         | RFPL                | 2012–13             | 28                  | 0                   | 3             | 0            | 2             | 0            | 33            | 0            |
| CSKA Moscow         | RFPL                | 2013–14             | 30                  | 2                   | 2             | 1            | 6             | 0            | 38            | 3            |
| CSKA Moscow         | RFPL                | 2014-15             | 30                  | 0                   | 3             | 0            | 6             | 0            | 39            | 0            |
| CSKA Moscow         | RFPL                | 2015-16             | 25                  | 3                   | 3             | 0            | 10            | 1            | 38            | 4            |
| CSKA Moscow         | RFPL                | 2016-17             | 24                  | 4                   | 1             | 0            | 4             | 0            | 29            | 4            |
| CSKA Moscow         | RFPL                | 2017-18             | 25                  | 1                   | 0             | 0            | 11            | 0            | 36            | 1            |
| CSKA Moscow         | Tổng cộng           | Tổng cộng           | 380                 | 35                  | 48            | 6            | 112           | 5            | 541           | 46           |
| Tổng cộng sự nghiệp | Tổng cộng sự nghiệp | Tổng cộng sự nghiệp | 505                 | 42                  | 56            | 6            | 144           | 10           | 705           | 58           |

### Bàn thắng quốc tế
| # | Ngày       | Địa điểm                                     | Đối thủ          | Bàn thắng | Kết quả | Giải đấu                 |
| - | ---------- | -------------------------------------------- | ---------------- | --------- | ------- | ------------------------ |
| 1 | 2003-06-07 | St. Jakob-Park, Basel, Thụy Sĩ               | Thụy Sĩ          | 1 – 2     | 2–2     | Vòng loại Euro 2004      |
| 2 | 2003-06-07 | St. Jakob-Park, Basel, Thụy Sĩ               | Thụy Sĩ          | 2 – 2     | 2–2     | Vòng loại Euro 2004      |
| 3 | 2003-09-06 | Sân vận động Lansdowne Road, Dublin, Ireland | Cộng hòa Ireland | 1 – 1     | 1–1     | Vòng loại Euro 2004      |
| 4 | 2009-09-09 | Sân vận động Thiên niên kỷ, Cardiff, Wales   | Wales            | 2 – 1     | 3–1     | Vòng loại World Cup 2010 |
| 5 | 2011-10-11 | Sân vận động Luzhniki, Moscow, Nga           | Andorra          | 2 – 0     | 6–0     | Vòng loại Euro 2012      |
| 6 | 2014-09-03 | Arena Khimki, Khimki, Nga                    | Azerbaijan       | 3 – 0     | 4–0     | Giao hữu                 |
| 7 | 2014-11-18 | Groupama Arena, Budapest, Hungary            | Hungary          | 1 – 0     | 2–1     | Giao hữu                 |
| 8 | 2015-10-09 | Sân vận động Zimbru, Chisinau, Moldova       | Moldova          | 1 - 0     | 2-1     | Vòng loại Euro 2016      |

## Danh hiệu

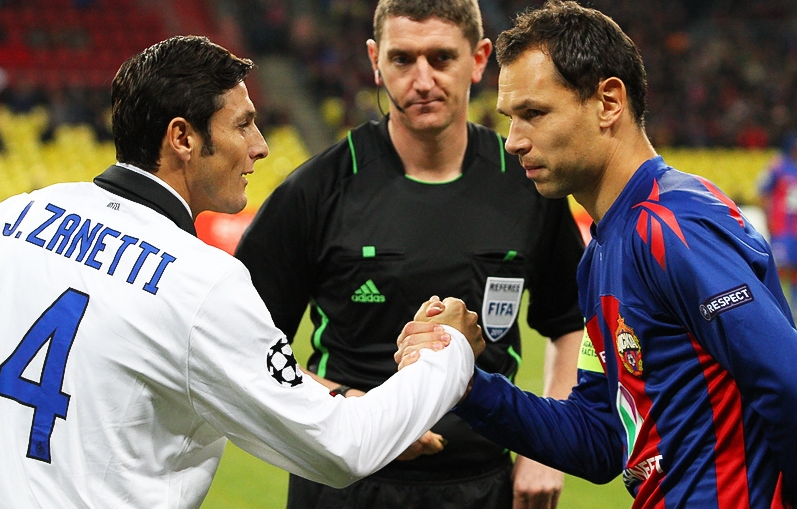
Ignashevich bắt tay với Javier Zanetti trước trận gặp Inter Milan năm 2011

### Câu lạc bộ
Lokomotiv Moscow
- Russian Premier League: 2002
- Cúp bóng đá Nga: 2001
- Siêu cúp Nga: 2003

CSKA Moscow
- Russian Premier League: 2005, 2006, 2012–13, 2013–14, 2015–16
- Cúp bóng đá Nga: 2004–05, 2005–06, 2007–08, 2008–09, 2010–11, 2012–13
- Siêu cúp Nga: 2004, 2006, 2007, 2009, 2013, 2014
- UEFA Cup: 2004–05

### Quốc tế
Nga
- UEFA Euro: Huy chương đồng 2008